# Callidiini
Tribu
Les Callidiini ou callidiens sont une tribu de coléoptères cérambycidés cérambycinés répandus sur la quasi-totalité de la planète.

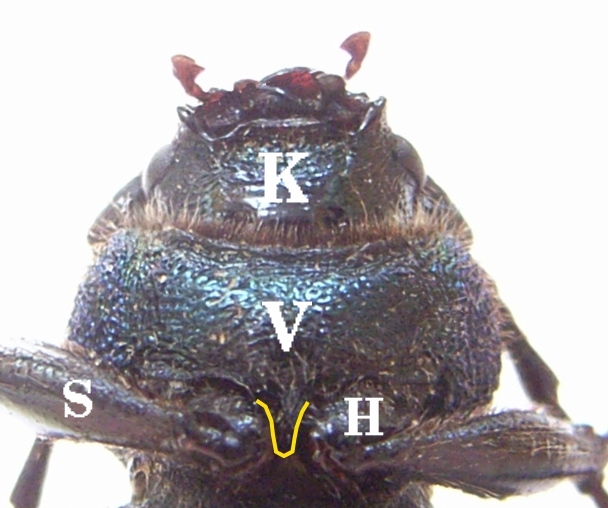
Face ventrale d'un callidien montrant les cavités cotyloïdes antérieures (H)

## Morphologie
Les Callidiini sont caractérisés par un aspect aplati, les cavités cotyloïdes antérieures transverses et ouvertes en arrière, le prothorax sans épine latérale et les yeux à facettes fines.

Les espèces plus primitives ont une coloration noir mat, tandis que les autres ont des jolies colorations métalliques ou variées de jaune et de rouge, qui ont donné le nom à la tribu (Kalòs en Grec ancien signifie beau).

## Distribution
Les Callidiini sont représentés dans le monde entier, sauf dans le sud-est de l'Asie, avec environ 25 genres et 150 espèces.
 
En France, Belgique et Luxembourg ils ne comprennent que les genres suivants,:
- Callidiellum Linsley, 1940 (jadis introduit en France)
- Callidium Fabricius, 1775
- Hylotrupes Audinet-Serville, 1834 - une seule espèce: le capricorne des maisons
- Leioderus Redtenbacher, 1845
- Phymatodes Mulsant, 1839
- Poecilium Fairmaire, 1864 (souvent considéré sous-genre ou synonyme du précédent)
- Pyrrhidium Fairmaire, 1864
- Ropalopus Mulsant, 1839
- Semanotus Mulsant, 1839

La tribu est absente des Antilles françaises, bien qu'elle soit présente dans le continent américain.